# 미녀와 야수

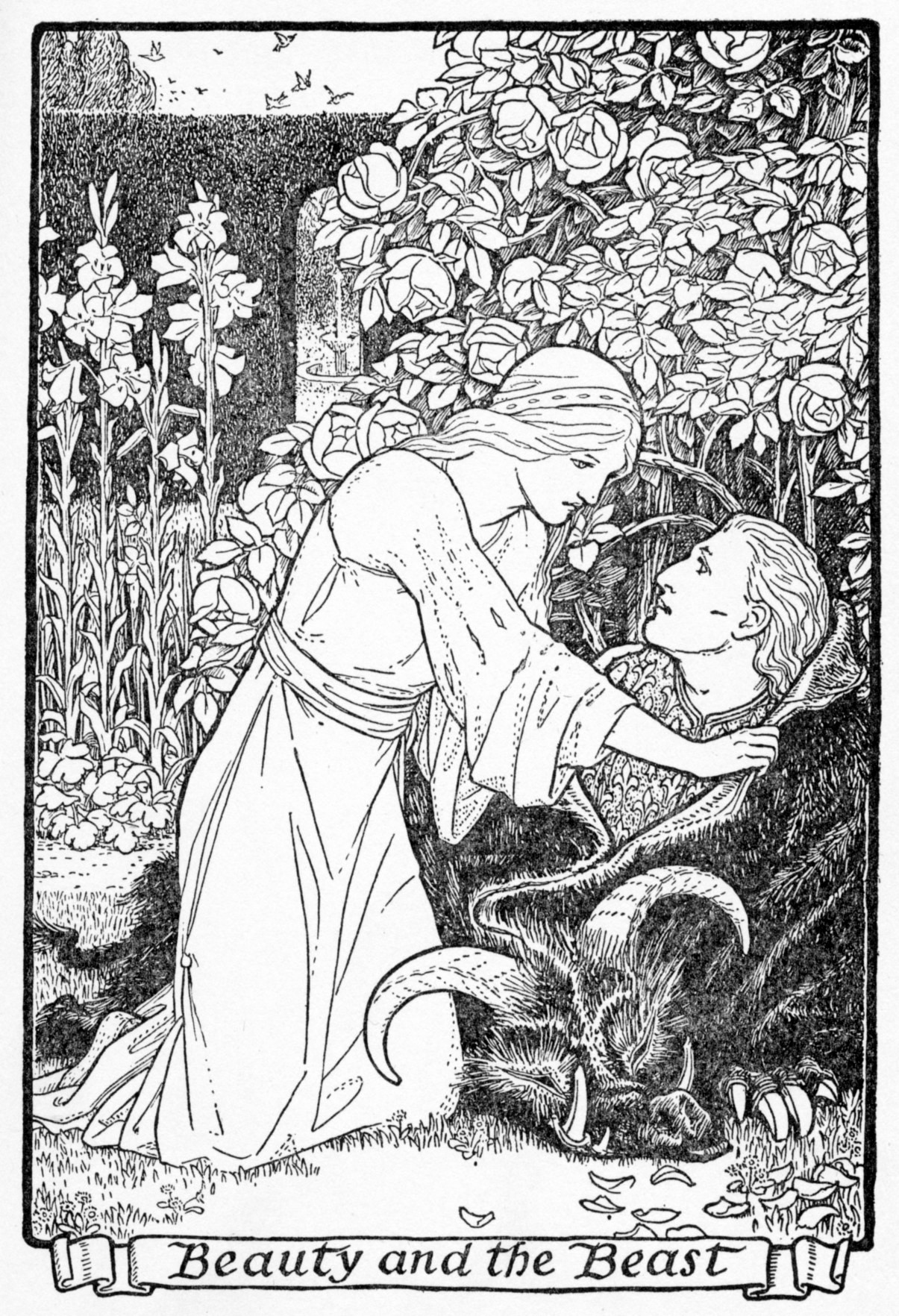
아름다움은 왕자를 야수 같은 저주로부터 해방시킨다. 존 배튼의 유로파 동화책의 예술 작품

미녀와 야수(프랑스어: La Belle et la Bête, 영어: Beauty and the Beast)는 프랑스를 비롯한 유럽 지역에서 전해온 동화이다. 지역에 따라 조금씩 다른 이야기가 전해오고 있으며, 1740년에 가브리엘쉬잔 바르보 드 빌뇌브 부인이 잡지 Magasin des enfants, ou dialogues entre une sage gouvernante et plusieurs de ses élèves에서 처음 이야기 형태로 출판하였다. 가장 잘 알려진 이야기는 잔마리 르프랭스 드 보몽 부인이 빌뇌브 부인의 이야기를 요약한 것으로, 1756년 Magasin des enfants, ou dialogues entre une sage gouvernante et plusieurs de ses élèves에 수록되어 출판되었다.
이 이야기는 유럽에서 각 지역에 따라 조금씩 다른 이야기가 전해오고 있다. 프랑스에서는 《미녀와 야수》를 오페라로 각색한 1771년 작품 Zémire et Azor가 있으며, 마르몽텔이 작사, 그리트리가 작곡하였다. 르프랭스 드 보몽 부인의 이야기를 바탕으로 한 이 작품은 19세기에 많은 성공을 거두었다.
역사학자들 중 일부는 《미녀와 야수》가 에로스와 프시케의 이야기에서, 특히 그중 프시케가 궁전에서 모습을 알 수 없는 남편과 함께 산다는 부문에서 변형되어 생겨난 이야기라고 믿는다.

## 줄거리
잔마리 르프랭스 드 보몽 부인의 미녀와 야수를 원작으로 이해한다면, 그 줄거리는 이렇다.
옛날에 한 부유한 상인이 세 딸, 세 아들과 함께 살고 있었다. 여섯 남매 모두가 멋지고 아름다웠지만, 막내딸 벨은 특히 더 예쁘고 마음씨도 착했다. 그러던 어느 날 상인이 거래할 물건을 실은 배들이 거센 폭풍에 난파되면서, 상인과 가족은 모든 재산을 잃고 유일하게 남은 시골집으로 이사하게 된다. 얼마 후, 조난된 줄 알았던 배들 중 한 척이 항구로 오고 있다는 소식에 상인은 부랴부랴 그곳으로 갈 준비를 한다. 항구로 가기전에 막내딸 벨에게 무슨 선물을 사다줄지 묻자, 벨은 장미꽃 한 송이를 부탁한다.
하지만 길을 떠난 상인은 도리어 사기를 당하게 되고, 더욱 궁색해진 모습으로 돌아오던 중 폭우를 만난다. 때마침 그 근처에 있던 오래된 성으로 몸을 피한 상인은 그곳에서 우연히 눈에 띈 장미 한 송이를 꺾는다. 벨에게 선물로 줄 장미를 구한 것이었다. 하지만 이는 성의 주인이었던 야수에게 야단맞고, 그 즉시 상인을 죽이려 한다. 상인이 살려달라고 애원하자, 야수는 살고 싶다면 상인의 딸들 중 하나를 성으로 보내라고 명령한 후 상인을 돌려보낸다. 간신히 집으로 돌아온 상인은 딸들에게 자신이 야수의 성에서 겪은 이야기를 하지만, 나머지 딸들의 반응은 냉랭하다. 결국 마음착한 벨이 아버지를 대신해 성으로 향한다.
성에 붙잡힌 벨과 함께 지내면서 사랑에 빠지게 된 야수는 벨이 가족을 그리워하자 마법의 거울로 아버지를 비춰준다. 거울에는 병든 상인의 모습이 비춰지고, 아버지를 만나고 싶어하는 벨을 위해 일주일 (혹은 사흘이나 두달) 간 다녀올 수 있도록 허락해준다. 하지만 벨의 언니들은 벨이 성에서 호의호식한다는 것을 질투하며 오랜시간 성으로 돌아가지 못하게 한다. 그러던 중 벨은 마법의 거울에 비춰진 죽어가는 야수의 모습을 보게 되고, 그 즉시 야수의 성으로 달려간다. 그러나 벨이 도착했을때는 이미 너무 늦어버렸다. 결국 벨은 죽어버린 야수를 끌어안고 그에게 뒤늦은 사랑 고백을 하고, 그 순간 추악한 모습의 야수는 잘 생긴 왕자로 변하여 되살아난다.
어리둥절해하는 벨에게 왕자로 변한 야수가 모든 것을 설명해준다. 오래전 부터 왕자는 못된 마녀의 청혼을 받았었다. 하지만 왕자가 그 청혼을 거절하자, 그 못된 마녀(혹은 요정)는 왕자에게 야수로 변하는 저주를 걸었던 것이다. 이후 왕자와 벨은 정식으로 결혼식을 올리고 오래오래 행복하게 산다.

## 디즈니 《미녀와 야수》와의 차이점
미국의 월트 디즈니 피처 애니메이션은 《미녀와 야수》라는 제목의 애니메이션 영화를 내놓는다. 원작과 달리 꽤 많은 부분이 각색되어 있는 탓에 차이점을 일일이 열거하기는 너무나 어렵지만, 대표적으로는 다음과 같은 차이가 있다.
- 저주에 걸린 원인 : 원작에서는 왕자가 사악한 요정의 청혼을 거절하여 저주에 걸린 것이었다. 하지만 디즈니에서는 어떤 노파의 외모만 보고 그를 무시한 왕자가 벌을 받아 저주에 걸린 것으로 나온다.
- 하인들 : 원작에서는 야수의 하인들이 단 한명도 등장하지 않는다. 하지만 디즈니에서는 다양한 하인들이 야수와 함께 저주에 걸린 것으로 나온다.
- 마을사람들 : 원작에서는 벨이 사는 마을사람들이 등장하지 않는다. 그러나 디즈니에서는 꽤 많은 인물이 등장하며, 그들은 후반부에 야수를 죽이겠다고 성으로 몰려가기도 한다. 그때 그들을 선동한 악당 '개스톤'도 원작에 없는 디즈니의 오리지널 캐릭터이다.
- 장미 : 원작에서 장미는 별다른 의미를 가지지 않는다. 그저 벨의 아버지가 야수에게 붙잡히게 되는 소재일 뿐이다. 하지만 디즈니에서는 '마법의 장미'가 나오며, "장미의 꽃잎이 다 떨어지기 전까지 진정한 사랑을 하면 마법이 풀린다"라는 조건이 붙는다.
- 벨의 가족 : 원작에서는 벨과 아버지 외에도, 꽤 많은 언니오빠들이 나온다. 이렇다할 악역이 없는 원작에서 이 언니들이 유일한 악역이라 봐야 한다. 하지만 디즈니에서 벨은 언니오빠가 한명도 없는 외동딸이다. 또한 원작에서 벨의 아버지 직업은 상인이지만, 디즈니에서는 엉뚱한 발명가이다.
- 야수의 죽음 : 원작에서는 돌아오지 않는 벨을 그리워하다가 심장이 찢어져 죽는다. 그러나 디즈니에서는 '개스톤'이라는 인물에게 칼을 맞아 죽는다. 다만 벨의 사랑으로 야수가 다시 살아나고 왕자의 모습으로 돌아온다는 점에서는 같다.

## 관련 도서
- 미녀와 야수 오리지널(빌뇌브 부인 版)(돌도래 刊)
- 미녀와 야수 어브리지드(보몽 부인 版)(돌도래 刊)